# 하이오티
하이오티(영어:Hi-oT)는 집 안의 정보통신기기와 가전제품 등을 무선으로 연결해 제어하거나 관리하는 시스템이다.

## 상세
하이오티는 외출 시 집 안의 조명이 모두 꺼지고, 가스 밸브가 잠금 상태로 변경된다. 또한, 보안 시스템이 설정되어 현관 및 창문 개폐 센서가 작동되고, 무인 택배함이 택배를 대신 받는다. 또한, 외부인이 집 앞을 서성거리면 안심카메라를 통해 촬영 후 스마트폰으로 자동 전송된다. 만약 무단으로 침입할 경우 감지기가 이상 동작을 파악하고 경보를 울린다. 이 외에도 스마트폰을 통해 집의 보안 상태를 실시간으로 확인 가능하고, 지하주차장에 차를 주차하면 자동으로 엘리베이터를 부른다.
전기, 수도, 가스 사용량 등 실시간 확인 가능한 관리시스템, 대기전력 차단 시스템, 공간별 온도 제어시스템 등을 통해 에너지를 효율적으로 관리 할 수 있다. 

## 적용 사례

### 현대건설
2016년 12월 12일 현대건설은 힐스테이트 아티움시티에 하이오티 시스템을 적용했다.

## 같이 보기
- 무선 통신
- 아파트